# Districtul Berettyóújfalu
Berettyóújfalu (în maghiară Berettyóújfalui járás) este un district în județul Hajdú-Bihar, Ungaria.
Districtul are o suprafață de 1073,9 km2 și o populație de 45.539 locuitori (2013).